# 高橋理沙
高橋 理沙（たかはし りさ、1997年〈平成9年〉1月16日 ‐ ）は、日本の女優である。
東京都出身。アデッソ所属。身長168cm。愛称は、りーぱん、りぱん。

## 略歴
2019年
- 2月27日、Sony Digital Network Applications, Inc. 採用情報ページVTR出演[1]。
- 7月28日、天界より参宮橋駅前に参上した女神たちが結成したアイドルユニット「参宮橋駅前女子[2]」のメンバー及びリーダーとなる。

2020年
- 12月21日OA、テレビ朝日「全力坂（志村二丁目の坂[3]）」出演。

2021年
- 1月13日OA、テレビ朝日「全力坂（平次坂[4]）」出演。
- 6月12日～20日、舞台『Les Misérables ～惨めなる人々～』出演[5]。
- 12月3日、参女1stワンマン神楽～参女例大祭2021～[6]。

2022年
- 1月16日、公演名：『DESEO SUPER LIVE』 Presented by SHIBUYA DESEO～一部　りさふー生誕祭2022[7]。
  - りさ（高橋理沙）
  - ふー（残夢風花）
- 4月15日、参女初主催イベント「春季例大祭」～New development～[8]。

2023年
- 5月、アイドルユニット「参宮橋駅前女子」リーダー卒業。　MV「My song IDOL」。
- 5月、チーマガプラスのナビゲーター就任。
- 映画＆MV 峯岸パイン監督「chop chop chop」出演。

## 人物
愛称は、りーぱん、りぱん。
性格は明るくてよく笑う。
元アイドルユニット「参宮橋駅前女子」のリーダー。
趣味：カラオケ、アイドル鑑賞、舞台観劇（主にミュージカル）、バラエティー鑑賞。
特技：水泳、アイドルダンスコピー、引き笑い。
嗜好：あんこ、パンダ、シナモン、つくね、マカロン、猫アレルギーだけど猫大好き、苺食べれないけどgalboいちごミルク大好き、アボカド。

## 参宮橋駅前女子 参加楽曲

### オリジナル楽曲
- 恋愛beginner[9]
- アメフラシ[10]
- My song IDOL[11]

## 出演

### テレビ
- EX「ポルポ」（2019）
- NTV「ロバート秋山のウソ枠」アスリート役で出演（2020年1月17日）
- EX「全力坂（志村二丁目の坂）（平次坂）」（2020・2021）
- MBS「日曜日の初耳学」（2021年7月18日）
- NHK「チコちゃんに叱られる！」髪の毛ちゃん役で出演（2022年1月28日）

### 映画
- 「10万分の1」監督：三木康一郎（2020）

### 舞台
- 『Les Misérables～惨めなる人々～』2021年6月12日～20日@劇場 東京・両国シアターXカイ

### CM/VP/WEB
- WEB：ナイトシンク横浜
- WEB：SONYデジタルネットワークスアプリケーション
- WEB：キャバドレス通販「Tika」
- CM：マクドナルド「マックフルーリー」（2018）
- CM：花王「ビオレZ」（2020）
- CM：キューサイ「コラリッチEXブライトニングソフトジェル」

### Photo
- バーガーキング 「クリスマス 」
- 粧美堂「BeeHeartB （コンタクト ）」

### MV、etc
- MV：アップアップガールズ「パーリーピーポーエイリアン」
- MV：JUNNA「 VaiYa!Vai 」
- イベント：2021年5月12～14日「 CSPI EXPO 」ヤンマー建機ブース コンパニオン

### 雑誌
- ホットペッパービューティー2019年6月号